# Musée viking de Lofotr
Le musée viking de Lofotr (en norvégien : Lofotr Vikingmuseum) est un musée historique présentant une reconstruction d'un village de l'âge des Vikings d'après les fouilles archéologiques d'un village d'un chef viking sur l'île de Vestvåg dans l'archipel des Lofoten dans le comté de Nordland (Norvège).  Il est situé dans le petit village de Borg, dans la commune de Vestvågøy.
Lofotr Viking Museum a été nommé le musée norvégien de l'année 2011 et le musée européen de l'année 2013.
Ce musée possède aussi des répliques de bateau viking comme le Lofotr (1992).

## Histoire
En 1983, les archéologues ont découvert une chefferie viking  dans le village Borg datant autour de l'an 500 de notre ère. Les fouilles réalisées de 1986 à 1989 ont révélé le plus grand bâtiment jamais trouvé de la période viking en Norvège. La fondation de cette maison de chef mesure 83 m de long et 9 m de hauteur. Ce site aurait été abandonné vers l'an 950.
Après les excavations terminées les vestiges de cette chefferie sont restées en place. Une reproduction a été reconstruite légèrement au nord du site de la découverte. En 1995, le Musée Viking Lofotr a ouvert ses portes comprenant une reconstruction complète de la maison du chef, la forge d'un maréchal-ferrant, deux répliques du bateau de Gokstad et leurs hangars et diverses reconstitutions destiné à plonger les visiteurs dans la vie à l'Âge des Vikings.
La gestion administrative du musée est située dans l'ancien presbytère de Borg. En septembre 2006, la construction d'un grand amphithéâtre souterrain entre le bâtiment d'accueil et la chefferie a été reportée en raison des nouvelles découvertes archéologiques de plus de 2 000 ans sur ce site.
Aujourd'hui, les dernières fouilles terminées, de nouveaux bâtiments ont été construits : deux salles d'exposition permanente et une salle de cinéma. Le hall d'exposition affiche, à travers des vidéos et des objets uniques, l'intégralité des fouilles et découvertes de ce site.

La visite de la chefferie reconstruite en haut de la colline, des promenades à bord des navires vikings, les vues environnantes permettent de se replonger dans cette atmosphère historique.